# Adlerkirsche von Bärtschi
Die Adlerkirsche von Bärtschi, auch Bronnerkirsche oder Besigheimer Braune, ist eine zu den Knorpelkirschen gehörende Schweizer Lokalsorte der Süßkirschen. Braunfrüchtige Spätsorte.

## Herkunft
Die Sorte entstand um 1814 im schweizerischen Mittelland und wurde von der Baumschule Bärtschi in Lützelflüh zuerst in der Region des Thunersees im Berner Oberland verbreitet. 1930 wurde sie von einem Fachberater Bronner im mittleren Neckarraum eingeführt und von dort weiter verbreitet.

## Baum
Der Baum ist (mittel)stark wachsend mit schrägen, zum Teil auch steilen Leitästen. Die Baumkrone ist kugelig bis breitkugelig. Erträge sind gut und regelmäßig und treten früh bis mittelfrüh ein.

## Frucht
Die Steinfrucht ist mittelgroß bis groß (7 bis 9 Gramm) und herzförmig. Sie reift spät, in der 5. bis 6. Kirschwoche, und gleichmäßig. Der Fruchtstiel ist lang (etwa 4–6 cm) mit mittelgroßem bis großem Stielansatz. Ihre zähe Haut ist dunkelbraun und bei Vollreife fast schwarz. Das Fruchtfleisch ist dunkelrot, fest und saftig. Der Stein ist oval bis verkehrt-eiförmig, stempelseitig stumpf zugespitzt. Der Geschmack ist aromatisch, mit genügender Säure. Die Frucht hat eine mittlere Platzfestigkeit und löst trocken vom Stiel.

## Befruchtung
Die Sorte 'Adlerkirsche von Bärtschi' ist selbststeril und braucht einen Befruchtungspartner.